# سدیم لاکتات
سدیم لاکتات (به انگلیسی: Sodium lactate) یک ترکیب شیمیایی با شناسه پاب‌کم ۶۲۸۶ است. که جرم مولی آن 112.06 g/mol می‌باشد. شکل ظاهری این ترکیب، پودر سفید است.